# Carlo Carlei
Carlo Carlei (Nicastro, 16 de abril de 1960) es un director de cine y guionista italiano.

## Biografía
Carlei nació en Nicastro en 1960. Inició su carrera como director de cine a mediados de la década de 1980 con el lanzamiento del filme Jukebox. En 1992 tuvo la oportunidad de dirigir a Francesca Neri y a Jacques Perrin en el largometraje La huida del inocente, la cual obtuvo nominaciones en eventos como los premios Nastro d'argento, Globo d'oro y David de Donatello.
En 1995 dirigió Fluke, una producción estadounidense que relata la historia de un hombre que reencarna en un perro. Aunque recibió críticas en su mayoría negativas, consiguió una nominación como mejor película fantástica en los premios de la Academia de ciencia ficción, fantasía y películas de terror. En 2013 dirigió una nueva adaptación cinematográfica de Romeo y Julieta, esta vez con la participación de los actores Douglas Booth y Hailee Steinfeld. A partir de entonces se ha dedicado a dirigir episodios de series de televisión y telefilmes.

## Filmografía

### Cine
- Jukebox (1985)
- La huida del inocente (1992)
- Fluke (1995)
- Romeo & Juliet (2013)

### Televisión
- Capitan Cosmo (1991)
- Directors on Directors (1997)
- Padre Pio (2000)
- Ferrari (2003)
- Fuga per la libertà - L'aviatore (2008)
- Il generale Della Rovere (2011)
- Romeo (2013)
- Il giudice meschino (2014)
- I bastardi di Pizzofalcone (2017)
- Il confine (2018)
- La fuggitiva (2021)